# Florentino de Zarandona
Florentino de Zarandona (f. 1893) fue un religioso y escritor español.

## Biografía
Habría nacido en Bilbao. Canónigo de Orihuela y predicador, fue condecorado con la cruz de la Orden de la Beneficencia y también premiado en certámenes provinciales por sus poesías. Fue colaborador de la revista Los Niños en 1870 y de otras publicaciones como el Semanario Católico de Alicante y El Independiente Baezano, que también dirigió. Falleció en Bermeo en septiembre de 1893.